# Přátelé Bermudského trojúhelníku
Přátelé Bermudského trojúhelníku je československý film z roku 1987 (podle závěrečných titulků však byl dokončen už v předchozím roce).
Na pozadí mezinárodní konference o časoprostorové anomálii, působící dočasně kromě oblasti Bermud také ve střední Evropě, jsou diváci vtaženi do tří dějově navzájem nesouvisejících povídek s prvky sci-fi (skokové přesuny v prostoru a čase), komunální i celospolečenské satiry (údržbářské motto „Kdo nekrade, okrádá rodinu“), situačního humoru (v tramvaji zapomenutý pohřební věnec s nápisem „Nikdy nezapomeneme“, reklamní nápis „S autem Škoda jsou vaše cíle blízko“ po nechtěném přesunu do Bratislavy), zejména v poslední povídce pak najdeme i prvky anglického konverzačního humoru (neúmyslné ředitelské dvojsmysly na účet těhotné podřízené).

## Povídky

### Tramvaj do Poděbrad
Dobrácký a naivní tramvaják Arnošt, který měl nedávno průšvih poté, co v přepracování nahlásil cestujícím jako příští zastávku Poděbrady, byl opět přesvědčen svými lenivými kolegy, aby kvůli výpadku metra vzal pozdní večerní službu na posilovém tramvajovém spoji z Vršovic na náměstí Jiřího z Poděbrad a do Hostivaře. Do jeho vozu hned na začátku nastoupí různorodá squadra cestujících, dvakrát kořeněná návalem fotbalových fandů v oblasti Edenu. Na smyčce Moskevská/Minská mu na beznapěťovém úseku většina lidí vystoupí a ve voze zůstane jen pět pasažérů, a to včetně mladíka, který krátce předtím přepadl poštu a nyní se rozhodne unést tramvaj. Zatímco ostatní cestující se baví nebo spí, tento lupič donutí Arnošta přestavět výhybku a vůz se pak řítí po výpadovce Černokostelecká směrem „na Poděbrady“. Tam se skutečně dostane, protože po průjezdu tajemným temným úsekem se tramvaj i s cestujícími náhle ocitne na liduprázdném ranním náměstí v Poděbradech a zatímco ji v Praze dispečeři marně shánějí i na konečné u Ústředních dílen DP, v Poděbradech musí lupič prchat před příslušníky VB. Zkusí zaběhnout do temné zchátralé kolonády, jenže místo toho náhle vyběhne z tunelu metra na stanici Jiřího z Poděbrad. Tam si pro něj vzápětí dojede kriminálka, a nahoře na náměstí Jiřího z Poděbrad se už jen mine s Arnoštovou tramvají, neboť ostatním se povedlo vrátit do noční Prahy původní cestou.
| František Husák     | tramvaják Arnošt                      |
| Vladimír Hrabánek   | technik tramvajové dopravy            |
| Milan Šteindler     | neschopný dispečer                    |
| Petra Lustigová     | poštovní úřednice                     |
|                     | poštovní úřednice                     |
| Eva Svobodová       | zákaznice na poště                    |
| Martin Dejdar       | lupič                                 |
| Pavel Nový          | kriminalista                          |
| Jiří Helekal        | cestující - muzikant                  |
| Lubomír Kostelka    | cestující - venkovan                  |
| Reimond Takavarasha | cestující - černoch                   |
| Jan Hraběta         | cestující - stavební dělník           |
| Milan Neděla        | cestující - usedlý muž                |
|                     | jeho žena                             |
| Gabriela Osvaldová  | cestující - rádoby dáma               |
| David Matásek       | její partner                          |
| Vladimír Hlavatý    | čekající občan na smyčce v Hloubětíně |

Zajímavosti:
- na detailních záběrech je vidět, že František Husák neměl dubléra a tramvajový vůz skutečně řídil osobně
- pro účely tohoto filmu se zřejmě poprvé v historii skutečně objevila tramvaj Tatra T3 na náměstí v Poděbradech
- lze vypozorovat drobnou filmovou chybu: záběry zvenku tramvaje jsou pořízeny s vozem ev. č. 6440, ale záběry uvnitř tramvaje s vozem ev. č. 6723

### Expres do Bratislavy
Karel Jindříšek je neúplatný, ale přitom velmi spořivý referent OPBH. Nedokáže zjednat pořádek u podřízených, zato doma drží pevně v rukou rodinné finance: už řadu let (marně) spoří na Škodu 120. Cestou do práce se v ranní dopravní špičce na Mánesově mostě dostane do stresu a najednou se ocitne na bratislavském Mostu SNP, načež musí utratit velké peníze za benzín na cestu zpět. Druhý i třetí den se situace opakuje a Karel se vydá nejen z peněz, ale i z hodinek a bundy. Když pak ale tuto svou schopnost předvede vědecké komisi, setká se s jejich odmítnutím a výsměchem (přestože i oni se s ním přemístili do Bratislavy) a to spolu s ostatními vlivy způsobuje, že se z něj stane vypočítavý cynik. Založí si vlastní expresní dopravu se skříňovou Avií a hodlá se živit jako řidič, jenže od jeho dosavadního stresu za volantem ho rozptyluje manželka a tak je působení anomálie narušeno: první den se dostanou k Brnu, druhý den jen kousek za Prahu do Průhonic, a třetí den Karel dokonce psychicky provede návrat zpět a na mostě „časoprostorově nacouvá“ do auta za sebou. Když pak přes utíká před davem, jeho stres onu fyzikální anomálii zotaví a Karel dobíhá do Bratislavy.
| Ján Zachar (dabing Michal Pavlata) | Karel Jindříšek, referent OPBH |
| Vlasta Špicnerová                  | Helena Jindříšková, jeho žena  |
| Martin Kolář                       | kamarád psychiatr              |
| Karol Čálik                        | silničář v Bratislavě          |
|                                    | příslušník VB v Bratislavě     |
| Viktor Maurer                      | kádrovák ČSAD                  |
| Zdeněk Dušek                       | akademický malíř Dvořák        |
| Pavel Brümer                       | údržbář                        |
| Zdeněk Srstka                      | údržbář                        |
| Milan Gargula                      | údržbář                        |

### Linka do Prahy
Na vnitrostátní lince ČSA OK-27 náhle letadlo postihne výpadek a zaseknutí přístrojů. Piloti na chvíli ztratí veškeré spojení se zemí i orientaci v prostoru, přičemž v témže okamžiku se v chodbičce v prostoru pro cestující objeví muž ve středověkém oblečení, který vypadá jako Galileo Galilei a dokonce pronese výrok „Eppur si muove“. Poté, co projde plentou v zadní části kabiny, zmizí a překvapené letušky i pasažéři zjistí, že muž jednak neměl odkud vyjít (vpředu je pilotní kabina), jednak kam zajít (vzadu je kuchyňka), a že tedy v letadle vlastně nikdy nemohl být. Po přistání na ruzyňském letišti, kde shodou okolností Československá televize natáčí jakousi reportáž, musejí všichni cestující konfrontovat svoje vzpomínky a zážitky jak se svým svědomím, tak s nátlakem veřejnosti i svých blízkých. Pod tímto tlakem většina z nich na pravdu rezignuje a svá svědectví odvolá. Nejdéle se vnitřní boj odehrává v idealistickém studentovi, který dokonce marně doufá, že se mu Galilea podařilo vyfotografovat. Jenže na první fotce ho nenajde a tak v záchvatu rozčilení celý svazek fotografií i negativ hodí do popelnice, aniž by zkontroloval další snímky. Když si to uvědomí, je pozdě, protože obsah popelnice právě vysypali popeláři do svého vozu a odjeli na skládku…
| Dagmar Veškrnová  | letuška                        |
| Ladislav Trojan   | kapitán letadla                |
| Tomáš Töpfer      | palubní navigátor              |
| Josef Langmiler   | náčelník leteckého provozu     |
| Barbora Hrzánová  | Lucie, sekretářka náčelníka    |
| Marek Brodský     | cestující - student a fotograf |
| Magdalena Reifová | studentova dívka               |
| Martin Růžek      | studentův profesor             |
| Jaroslav Cmíral   | cestující - pedagog            |
| Karel Augusta     | cestující - herec              |
| Petr Novotný      | hercův kolega klaun            |
| Antonín Jedlička  | hercův kolega klaun            |
| Stella Májová     | cestující - starší dáma        |
| Luděk Kopřiva     | cestující „s libidem“          |
| Leoš Suchařípa    | cestující - náměstek           |
| Ondřej Vetchý     | cestující - fotbalista Savko   |
| Robert Vrchota    | fotbalistův otec               |
| Věra Tichánková   | fotbalistova matka             |
| Ladislav Křiváček | šílenec                        |
| Jan Schánilec     | host v hospodě                 |